# BlueScope Steel
BlueScope Steel est une entreprise australienne qui faisait partie de l'indice S&P/ASX 50. L'entreprise est issue d'une scission de BHP Billiton en 2002.